# Rozz Williams
Rozz Williams (født Roger Alan Painter, 6. november 1963 – 1. april 1998) var en amerikansk musiker af mange vokalistisk varianter, mest kendt som frontfigur i bandet Christian Death og Shadow Project.

## Diskografi

### Christian Death (1981–1985)
- Deathwish (EP; recorded 1981/released 1984)
- Only Theatre of Pain (1982)
- Catastrophe Ballet (1984)
- Ashes (1985)
- The Decomposition of Violets (live; 1985)
- The Doll's Theatre: Live Oct. 31. 1981 (live; 1994)

### Christian Death featuring Rozz Williams
- The Iron Mask (1992)
- Skeleton Kiss EP (1992)
- Stick a Finger Down Its Throat (1992)
- The Path of Sorrows (1993)
- Iconologia (1993)
- Sleepless Nights: Live 1990 (1993)
- Invocations: 1981–1989 (1993)
- The Rage of Angels (1994)
- Tales of Innocence: A Continued Anthology (1994)
- Christian Death: Live (video; 1995)
- Death in Detroit (1995)
- Death Mix (1996)
- The Best of Christian Death (Featuring: Rozz Williams) (1999)
- Death Club (2005)
- Six Six Sixth Communion (2007)
- Death Box (box set; 2012)

### Shadow Project (1987–1998)
- Is Truth a Crime? (1989)
- Shadow Project (1991)
- Dreams for the Dying (1992)
- Dead Babies/Killer (1992)
- In Tuned Out – Live '93 (1994)
- From the Heart (1998)
- The Original Shadow Project (2005)

### Premature Ejaculation (1981–1998)
- PE – Pt.1 (1981)
- PE – Pt.2 (1981)
- A Little Hard to Swallow (1982)
- Living Monstrocities/Descent (1985)
- Death Cultures (1987)
- Assertive Discipline (1988)
- Death Cultures III (1988)
- Blood Told in Spine (1991)
- Death Cultures (1989)
- Anesthesia (1992)
- Necessary Discomforts (1993)
- Estimating the Time of Death (1994)
- Wound of Exit (1998)

### Happiest Place on Earth (1986–1990)
- Body of a Crow (1986)
- PULSE (1989)
- Environments: Birth, Death, Decay (1990)

### Daucus Karota (1979, 1986, 1993–1994)
- Shrine EP (1994)

### Heltir (1987–1998)
- Il banchetto dei cancri/VC-706 (1989)
- 69 Rituals (1989)
- Neue sachlichkeit (1994)

### EXP
- EXP (1996)

### Rozz Williams og Gitane Demone
- Dream Home Heartache (1995)

### Rozz Williams (1992–1998)
- Every King a Bastard Son (1992)
- The Whorse's Mouth (1997)

### Posthume albums
- Untitled (1999; available with "The Art of Rozz Williams")
- Live in Berlin (2000)
- Accept the Gift of Sin (2003)
- Sleeping Dogs (2013)
- In the Heart (2018)
- On the Altar (2018)